# Cockatoo Island

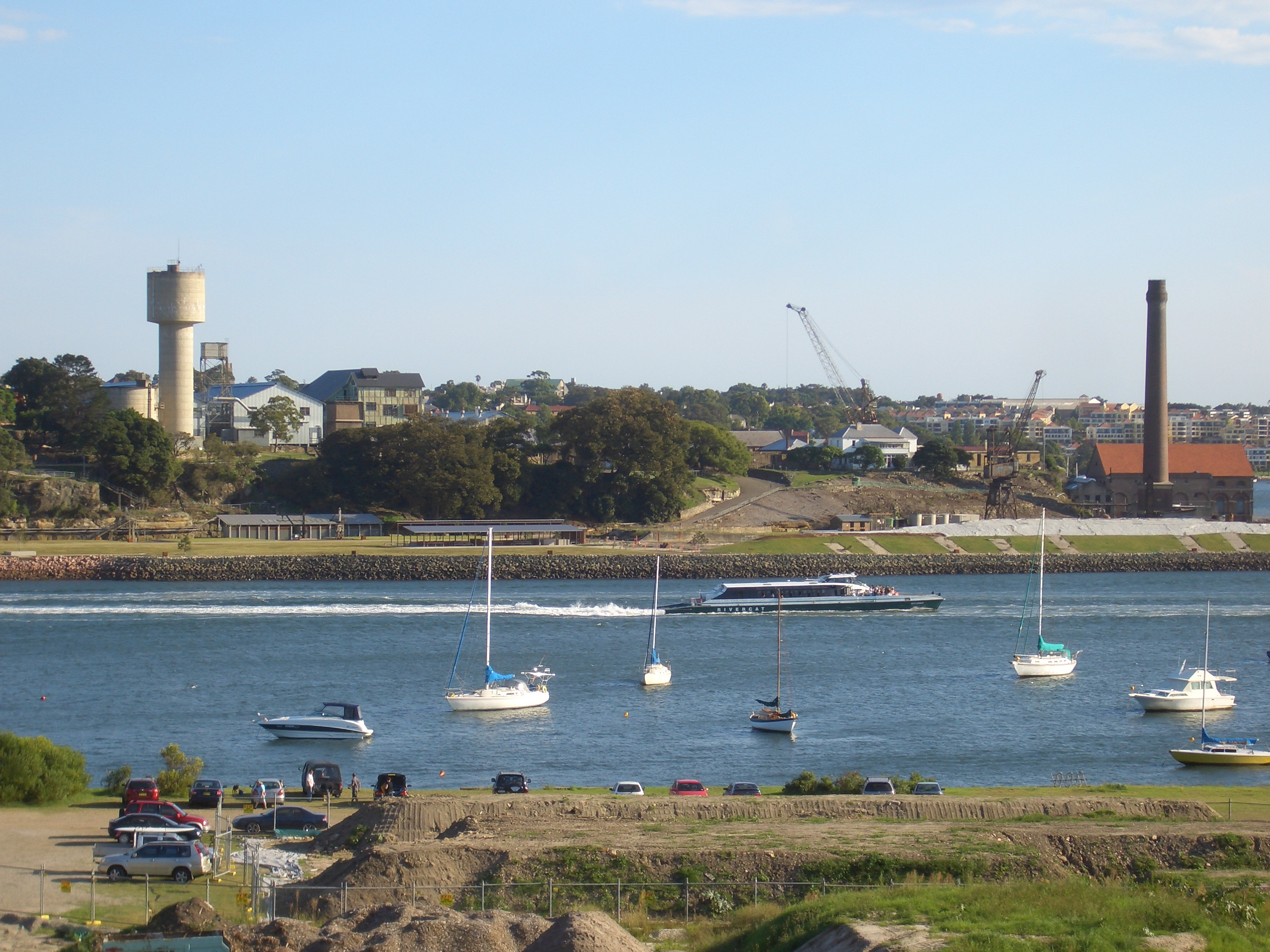
Cockatoo Island, sett från Woolwich

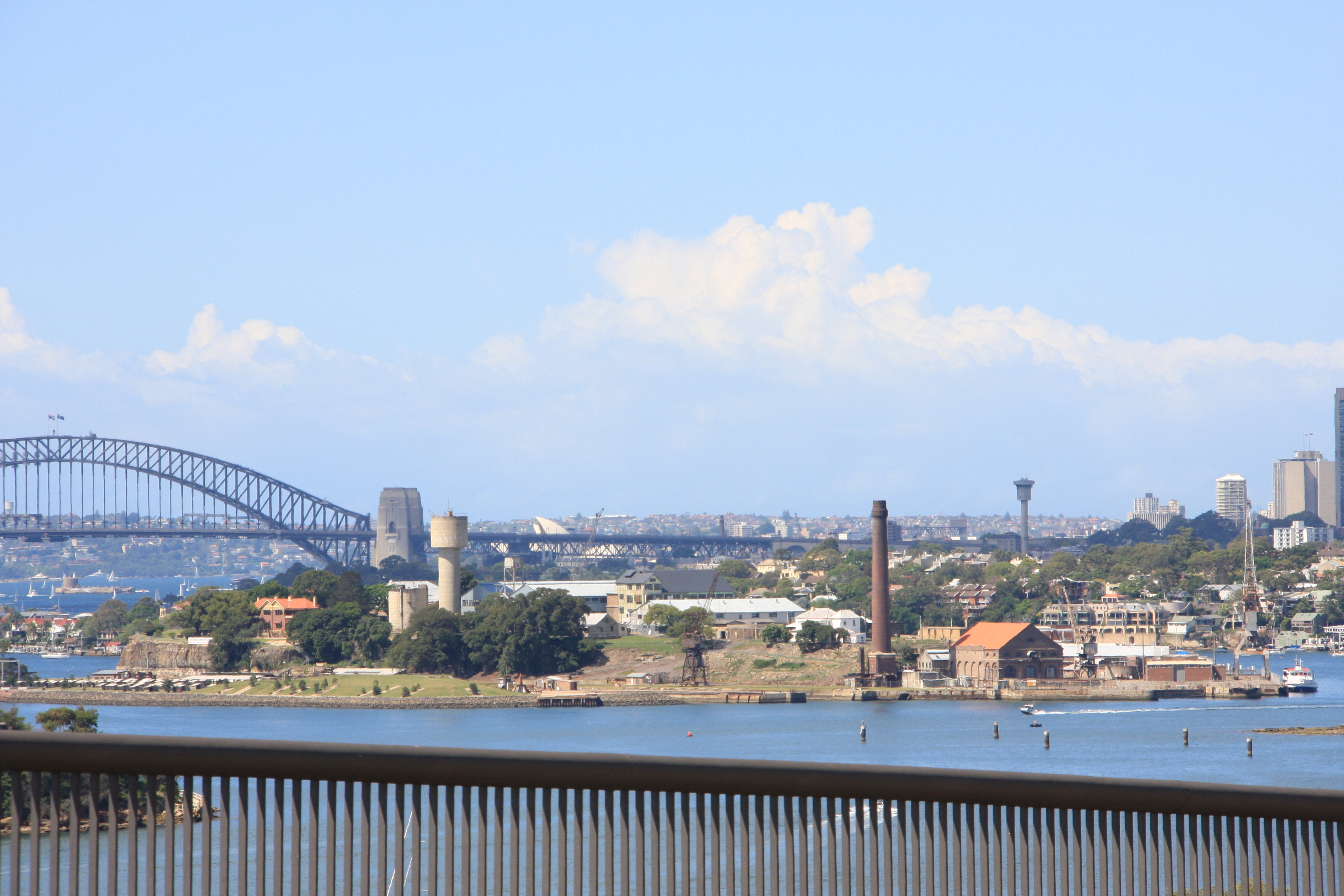
Cockatoo Island sett från Gladesville Bridge

Cockatoo Island är den största ön i Sydney Harbour i Sydney, New South Wales, Australien. Ön ligger vid Parramattas och Lane Coves sammanflöde och har historiskt fungerat som ett fängelse, industriskola och ungdomsvårdsskola. Det var även platsen för ett av Australiens största skeppsvarv under 1900-talet. De första två torrdockorna byggdes av straffångar och stod klara 1857. Öns maritima industriaktivitet upphörde 1992.
I slutet av mars 2005, öppnades ön åter för allmänheten för 'Cockatoo Island 2005 Festival' Cockatoo Island Festival. Ön sköts idag av Sydney Harbour Federation Trust som för närvarande arbetar för att göra ön till ett landmärke, med kommersiell maritim aktivitet, kulturarrangemang och en camping som drivs vid sidan av tolkningar av öns kulturarv. Idag har Cockatoo Island många historiska lämningar. Dess fängelsebyggnader blev 2010 ett världsarv som ett av elva Australiska straffångeplatser. Stora verkstäder, arge workshops, stapelbäddar, kajer, bostäder och andra byggnader har kvar öns industriella struktur.
Som ett ständigt landmärke i Sydney, kan man därifrån se ut över Sydney Harbour. En camping öppnade på ön 2008, och campare kan välja på att ha med sina egna tält eller låna ett campingpaket, som inkluderar ett i förväg rest tält. Öns vyer över Harbour Bridge och hamnen gör den till en populär plats för att se nyårsfyrverkerierna, och drog till sig över två tusen campare under dess andra nyårsafton 2009. Två kulturskyddade skeppsvarv finns som numera är tillgängliga som semesterhus.
Ön har blivit mer tillgänglig sedan Sydney Ferries utökade antalet turer till Cockatoo Island. Det är idag en hållplats på färjelinjen Woolwich/Balmain såväl som linjen Parramatta RiverCat. Dagsbesökare är också välkomna och kan ta en picknick, ha barbecue, besöka caféet, bara vandra omkring eller ta en guidad tur. Cockatoo Island har öppet dagligen och det är ingen entreavgift.
Återkommande evenemang och konstinstallationer är något som är typiskt för ön.
Under de mellanliggande åren sedan 2005 års Cockatoo Island Festival, har ön växt till en mångsidig mötesplats på Sydneys kulturkalender. Den stod som värd för samtida konstutställningen Biennale of Sydney 2008, som hade över 80 000 besökare under 12 veckor och står som värd för 2010 års Biennale 12 maj till 1 augusti 2010. Cockatoo Island var också värd för Sydney Festival's musikfestival "All Tomorrow's Parties" januari 2009. Den 2 dagar långa festivalen omfattar 24 band på fyra scener över hela ön, och hade en publik på över 11 000. Ön var även värd för komedifestivalen World's Funniest Island i oktober 2009, med 200 komedipjäser över ett veckoslut, med över 8 000 besökare.
Ön används i allt högre grad även för privata arrangemang, stors som små. Delar av X-Men Origins: Wolverine filmades på ön 2008.

## Tidig historia
Före européernas ankomst, var Cockatoo Island otvivelaktigt använd av aboriginska stammar i Sydneys kustregion.
1839 utsågs ön som platsen för en ny straffanstalt av New South Wales guvernör, Sir George Gipps. Mellan 1839 och 1869 användes ön som ett fängelse för straffångar. De första fångarna flyttades till Cockatoo Island från Norfolkön, och fick arbeta med att producera siloanläggningar huggna i berget för förvaring av kolonins spannmål. 1842, förvarades omkring 140 ton spannmål på ön.
En tidig fånge på Cockatoo Island var den Australiske bushrangern Captain Thunderbolt, som flydde för att börja en brottsvåg som gjorde honom ökänd. Hans fru hade simmat över till ön med verktyg för att hjälpa till med flykten, därefter simmade de båda tillbaka till fastlandet.
Senare, gav stenbrott på ön byggmaterial till fängelsebyggnader på ön och till byggnadsprojekt omkring Sydney, däribland till piren vid Circular Quay. Mellan 1847 och 1857, användes straffångar för att gräva Fitzroy Dock, Australiens första torrdocka, som låg på ön. An estimated 42 000 m3 of rock was excavated with 14 000 m3 forming the dock itself.
2009 avtäcktes straffceller från straffångeerans tid under kokhuset. Dessa celler ger värdefull kunskap om förhållandena straffångarna levde under på ön.

## Cockatoo Islands skeppsvarv
1864 delades ön mellan New South Wales department of Prisons och Public Works Department, sin utvidgade skeppsvarvet omkring strandremsan. 1869 flyttades straffångarna till Darlinghurst Gaol. 1890 invigdes Sutherland Dock, en torrdocka stor nog att ta emot skepp på 20 000 ton.
1913 blev Cockatoo Island samväldets örlogsbas, men 1933 hyrdes den ut till Cockatoo Island Docks & Engineering Company Ltd. Under Andra världskriget förstärktes öns betydelse för de Allierade efter att man förlorat Singapore och dess hamn. Åtminstone 20 skepp byggdes under kriget. Skeppsvarvet fortsatte arbeta på såväl marina som kommersiella fartyg fram till dess nedläggning 1992.
Några av de betydande fartygen byggda eller arbetade på under skeppsvarvets historia är:
- HMAS Warrego, en "River class"-jagare sjösatt 4 april 1911. Det var det första marina fartyget som sjösattes från Cockatoo Island.
- HMAS Huon, en jagare sjösatt 1914
- HMAS Brisbane, en lätt kryssare sjösatt 1915
- HMAS Adelaide, en lätt kryssare sjösatt 1918
- HMAS Albatross, ett hangarfartyg för sjöflygplan sjösatt1928
- Steam Tug Wattle sjösatt 1933
- Tullfartyget Vigilant, senare HMAS Vigilant, sjösatt 1938. Det var det första skeppet i aluminium byggt i Australien.
- Tre "Tribal class"-jagare (HMAS Arunta, 1940; HMAS Warramunga, 1942; HMAS Bataan, 1944)
- Flera Bathurst-korvetter under Andra världskriget
- Battle class-jagaren HMAS Tobruk byggdes för Royal Australian Navy på Cockatoo Island Dockyard som skepp nummer 185 och sjösattes 20 december 1947
- HMAS Vampire, en jagare sjösatt 1952 och ligger idag vid Australian National Maritime Museum i Darling Harbour
- HMAS Success, det sista skeppet som sjösattes före nedläggningen 1984.

Light Destroyer (DDL) program var ett stort projekt för att bygga tio skepp liknande Royal Navys Type 21 eller Amazonklassen för Australien under 1970-talet och i början av 1980-talet. Ökande kostnader innebar att det ursprungliga antalet reducerades till 5 och sedan tre fartyg före att de avbeställdes av den tillträdande Regeringen Whitlam 1972. Det var ursprungligen tänkt att dessa jagare skulle byggas på Coockatoo Islands skeppsvarv, men Williamstown Naval Dockyard hade klivit fram som den enda byggaren av fartygen innan projektet ställdes in.

## Ett världsarv
I juli 2010, på världsarvskommitténs 34:e möte, blev Cockatoo Island tillsammans med tio andra platser ett världsarv under namnet Australiska straffångeplatser. Av de 11 platserna ligger även  Hyde Park Barracks, Old Great North Road, Old Government House och dess domäner i Parramatta i Sydneyregionen.

## Planer och projekt
Ansvaret för Cockatoo Island lämnades 2001 över till Sydney Harbour Federation Trust  för att planera ett nytt kapitel för ön som en offentligt ägd stadspark. 2003 färdigställde Harbour Trust en genomarbetad plan för Cockatoo Island och dess platser omkring Sydney Harbour.
Planen föreslog en revitalisering av Cockatoo Island som ett landmärke med återupplivandet av maritima aktiviteter, tolkningar av dess rika koloniala och industriella arv och skapandet av parkområden och ytor för kulturarrangemang.
Harbour Trust har nu gjord en skötselplan för ön för att ge mer specifika detaljer om förslagen för ön.